# Diospyros chrysocarpa
Diospyros chrysocarpa är en tvåhjärtbladig växtart som beskrevs av Frank White. Diospyros chrysocarpa ingår i släktet Diospyros och familjen Ebenaceae. Inga underarter finns listade i Catalogue of Life.